# Lista de finais masculinas juvenis em duplas do Australian Open
Esta é a lista de finais masculinas juvenis em duplas do Australian Open.
Australasian Championships (1922–1926) e Australian Championships (1927–1968) referem-se à era amadora. Australian Open, a partir de 1969, refere-se à era profissional ou aberta.
Normalmente disputado em janeiro, o torneio foi movido para dezembro no período de 1977–1985, voltando à programação anterior a seguir. Para se adequar a essas mudanças, o ano de 1977 teve duas edições - em janeiro e dezembro -, enquanto que 1986 não contou com o evento.

## Por ano
| Ano                                                                     | Campeões                                 | Vice-campeões                             | Resultado                     |
| ----------------------------------------------------------------------- | ---------------------------------------- | ----------------------------------------- | ----------------------------- |
| 2025                                                                    | Maxwell Exsted Jan Kumstát               | Ognjen Milić Egor Pleshivtsev             | 7–66, 6–3                     |
| 2024                                                                    | Maxwell Exsted Cooper Woestendick        | Petr Brunclík Viktor Frydrych             | 6–3, 7–5                      |
| 2023                                                                    | Learner Tien Cooper Williams             | Alexander Blockx João Fonseca             | 6–4, 6–4                      |
| 2022                                                                    | Bruno Kuzuhara Coleman Wong              | Alex Michelsen Adolfo Daniel Vallejo      | 6–3, 7–63                     |
| 2021                                                                    | Torneio juvenil não realizado            | Torneio juvenil não realizado             | Torneio juvenil não realizado |
| 2020                                                                    | Nicholas David Ionel Leandro Riedi       | Mikołaj Lorens Kārlis Ozoliņš             | 86–7, 7–5, [10–4]             |
| 2019                                                                    | Jonáš Forejtek Dalibor Svrčina           | Cannon Kingsley Emilio Nava               | 7–65, 6–4                     |
| 2018                                                                    | Hugo Gaston Clément Tabur                | Rudolf Molleker Henri Squire              | 6–2, 6–2                      |
| 2017                                                                    | Hsu Yu-hsiou Zhao Lingxi                 | Finn Reynolds Duarte Vale                 | 86–7, 6–4, [10–5]             |
| 2016                                                                    | Alex de Minaur Blake Ellis               | Lukáš Klein Patrik Rikl                   | 3–6, 7–5, [12–10]             |
| 2015                                                                    | Jake Delaney Marc Polmans                | Hubert Hurkacz Alex Molčan                | 0–6, 6–2, [10–8]              |
| 2014                                                                    | Lucas Miedler Bradley Mousley            | Quentin Halys Johan Sébastien Tatlot      | 6–4, 6–3                      |
| 2013                                                                    | Jay Andrijic Bradley Mousley             | Maximilian Marterer Lucas Miedler         | 6–3, 7–63                     |
| 2012                                                                    | Liam Broady Joshua Ward-Hibbert          | Adam Pavlásek Filip Veger                 | 6–3, 6–2                      |
| 2011                                                                    | Filip Horanský Jiří Veselý               | Ben Wagland Andrew Whittington            | 6–4, 6–4                      |
| 2010                                                                    | Justin Eleveld Jannick Lupescu           | Kevin Krawietz Dominik Schulz             | 6–4, 6–4                      |
| 2009                                                                    | Francis Casey Alcantara Hsieh Cheng-peng | Mikhail Biryukov Yasutaka Uchiyama        | 6–4, 6–2                      |
| 2008                                                                    | Hsieh Cheng-peng Yang Tsung-hua          | Vasek Pospisil César Ramírez              | 3–6, 7–5, [10–5]              |
| 2007                                                                    | Graeme Dyce Harri Heliövaara             | Stephen Donald Rupesh Roy                 | 6–2, 46–7, 6–3                |
| 2006                                                                    | Błażej Koniusz Grzegorz Panfil           | Kellen Damico Nathaniel Schnugg           | 7–65, 6–3                     |
| 2005                                                                    | Kim Sun-yong Yi Chu-huan                 | Thiemo de Bakker Donald Young             | 6–3, 6–4                      |
| 2004                                                                    | Brendan Evans Scott Oudsema              | David Galić David Jeflea                  | 6–1, 6–1                      |
| 2003                                                                    | Scott Oudsema Phillip Simmonds           | Florin Mergea Horia Tecău                 | 6–4, 6–4                      |
| 2002                                                                    | Ryan Henry Todd Reid                     | Florin Mergea Horia Tecău                 | w.o.                          |
| 2001                                                                    | Ytai Abougzir Luciano Vitullo            | Frank Dancevic Giovanni Lapentti          | 6–4, 7–65                     |
| 2000                                                                    | Nicolas Mahut Tommy Robredo              | Tres Davis Andy Roddick                   | 6–2, 5–7, 11–9                |
| 1999                                                                    | Jürgen Melzer Kristian Pless             | Ladislav Chramosta Michal Navrátil        | 6–1, 6–1                      |
| 1998                                                                    | Jérôme Haehnel Julien Jeanpierre         | Mirko Pehar Lovro Zovko                   | 6–3, 6–3                      |
| 1997                                                                    | David Sherwood James Trotman             | Jaco van der Westhuizen Wesley Whitehouse | 7–6, 6–3                      |
| 1996                                                                    | Daniele Bracciali Jocelyn Robichaud      | Bob Bryan Mike Bryan                      | 3–6, 6–3, 6–3                 |
| 1995                                                                    | Luke Bourgeois Jong-Min Lee              | Nicolas Kiefer Ulrich Jasper Seetzen      | 6–2, 6–1                      |
| 1994                                                                    | Ben Ellwood Mark Philippoussis           | Jamie Delgado Roman Kukal                 | 4–6, 6–2, 6–1                 |
| 1993                                                                    | Lars Rehmann Christian Tambue            | Scott Humphries Jimmy Jackson             | 6–7, 7–5, 6–2                 |
| 1992                                                                    | Grant Doyle Brad Sceney                  | Lex Carrington Jason Thompson             | 6–4, 6–4                      |
| 1991                                                                    | Grant Doyle Joshua Eagle                 | James Holmes Paul Kilderry                | 7–6, 6–4                      |
| 1990                                                                    | Roger Pettersson Marten Renström         | Robert Janecek Ernesto Munoz de Cote      | 4–6, 7–6, 6–1                 |
| 1989                                                                    | Johan Anderson Todd Woodbridge           | Andrew Kratzmann Jamie Morgan             | 6–4, 6–2                      |
| 1988                                                                    | Jason Stoltenberg Todd Woodbridge        | Johan Anderson Richard Fromberg           | 6–3, 6–2                      |
| 1987                                                                    | Jason Stoltenberg Todd Woodbridge        | Shane Barr Bryan Roe                      | 6–2, 6–4                      |
| Torneio não realizado em 1986 devido à mudança de data                  |                                          |                                           |                               |
| 1985                                                                    | Brett Custer David Macpherson            | Petr Korda Cyril Suk                      | 7–5, 6–2                      |
| 1984                                                                    | Mike Baroch Mark Kratzmann               | Brett Custer David Macpherson             | 6–2, 5–7, 7–5                 |
| 1983                                                                    | Jamie Harty Des Tyson                    | Darren Cahill Anthony Lane                | 3–6, 6–4, 6–3                 |
| 1982                                                                    | Brendan Burke Mark Hartnett              |                                           |                               |
| 1981                                                                    | David Lewis Tony Withers                 |                                           |                               |
| 1980                                                                    | William Masur Craig Miller               |                                           |                               |
| 1979                                                                    | Michael Fancutt Greg Whitecross          |                                           |                               |
| 1978                                                                    | Michael Fancutt William Gilmour          |                                           |                               |
| 1977 (dez)                                                              | Ray Kelly Geoffrey Thams                 |                                           |                               |
| 1977 (jan)                                                              | Phil Davies Peter Smylie                 |                                           |                               |
| 1976                                                                    | Charlie Fancutt P.M. McCarthy            |                                           |                               |
| 1975                                                                    | Glenn Busby Warren Maher                 |                                           |                               |
| 1974                                                                    | David Carter Trevon Little               |                                           |                               |
| 1973                                                                    | Terry Saunders Graham Thoroughgood       |                                           |                               |
| 1972                                                                    | William Durham Steve Myers               |                                           |                               |
| 1971                                                                    | S. Marks Michael Phillips                |                                           |                               |
| 1970                                                                    | Allan McDonald Greg Perkins              |                                           |                               |
| 1969                                                                    | Neil Higgins John James                  |                                           |                               |
| 1968                                                                    | Phil Dent William Lloyd                  |                                           |                               |
| 1967                                                                    | John Barlett Sven Ginman                 |                                           |                               |
| 1966                                                                    | Rorbert Layton Pat McCumstie             |                                           |                               |
| 1965                                                                    | Terence Musgrave John Walker             |                                           |                               |
| 1964                                                                    | Stanley Matthews Graham Stillwell        |                                           |                               |
| 1963                                                                    | Robert Brien John Cotterill              |                                           |                               |
| 1962                                                                    | William Bowrey Geoffrey Knox             |                                           |                               |
| 1961                                                                    | Rod Brent John Newcombe                  |                                           |                               |
| 1960                                                                    | Greg Hughes Jim Shepherd                 |                                           |                               |
| 1959                                                                    | Jose Luis Arilla Butch Buchholz          |                                           |                               |
| 1958                                                                    | Bob Hewitt Martin Mulligan               |                                           |                               |
| 1957                                                                    | Frank Gorman Rod Laver                   |                                           |                               |
| 1956                                                                    | Paul Heamden Bob Mark                    |                                           |                               |
| 1955                                                                    | Mike Green Gerry Moss                    |                                           |                               |
| 1954                                                                    | Mal Anderson Roy Emerson                 |                                           |                               |
| 1953                                                                    | William Gilmore Warren Woodcock          |                                           |                               |
| 1952                                                                    | Lew Hoad Ken Rosewall                    |                                           |                               |
| 1951                                                                    | Lew Hoad Ken Rosewall                    |                                           |                               |
| 1950                                                                    | Lew Hoad Ken Rosewall                    |                                           |                               |
| 1949                                                                    | John Blacklock Clive Wilderspin          |                                           |                               |
| 1948                                                                    | Don Candy Ken McGregor                   |                                           |                               |
| 1947                                                                    | Rex Hartwig Allan Kendall                |                                           |                               |
| 1946                                                                    | Frank Herringe George Worthington        |                                           |                               |
| Torneio não realizado entre 1945 e 1941 devido à Segunda Guerra Mundial |                                          |                                           |                               |
| 1940                                                                    | William Edwards Dinny Pails              |                                           |                               |
| 1939                                                                    | Roy Felan H.N. Impey                     |                                           |                               |
| 1938                                                                    | Dinny Pails William Sidwell              |                                           |                               |
| 1937                                                                    | John Bromwich Dinny Pails                |                                           |                               |
| 1936                                                                    | John Gilchrist Henry Lindo               |                                           |                               |
| 1935                                                                    | John Bromwich Arthur Huxley              |                                           |                               |
| 1934                                                                    | Neils Ennis Colin McKenzie               |                                           |                               |
| 1933                                                                    | Jack Purcell Bert Tonkin                 |                                           |                               |
| 1932                                                                    | Adrian Quist Len Schwartz                |                                           |                               |
| 1931                                                                    | Jack Purcell Bert Tonkin                 |                                           |                               |
| 1930                                                                    | Adrian Quist Don Turnbull                |                                           |                               |
| 1929                                                                    | C.W. Cropper W.B. Walker                 |                                           |                               |
| 1928                                                                    | Jack Crawford C. Whiteman                |                                           |                               |
| 1927                                                                    | Jack Crawford Harry Hopman               |                                           |                               |
| 1926                                                                    | Jack Crawford Harry Hopman               |                                           |                               |
| 1925                                                                    | Jack Crawford Harry Hopman               |                                           |                               |
| 1924                                                                    | A. Berckelman Ray Dunlop                 |                                           |                               |
| 1923                                                                    | Edgar Moon L. Roche                      |                                           |                               |
| 1922                                                                    | C. Grogan L. Roche                       |                                           |                               |